# 포항 냉수리 신라비
포항 냉수리 신라비(浦項 冷水里 新羅碑)는 대한민국 경상북도 영일군(현재 포항시) 신광면 냉수리에서 발견된, 신라 시대의 석비이다. 503년(신라 지증왕 4년)에 만들어진 것으로 추정되며, 1989년에 발견되어 1991년 3월 15일 대한민국의 국보 제264호로 지정되었다. 발견 당시 신라시대 비석 중 현존하는 최고(最古)의 비석이었으나, 2009년 9월에 501년 혹은 441년에 제작된 것으로 추정되는 포항 중성리 신라비가 발견되면서 그 자리를 잃게 됐다. 현재 소재지는 경상북도 포항시 북구 신광면사무소 마당이다.
이 비는 자연석의 앞면, 뒷면, 윗면 삼면에 글을 써 넣었으며, 글자는 앞면 12행 152자, 뒷면 7행 59자, 윗면 5행 20자 등 총 231자가 쓰여져 있다.
비문은 지증왕을 비롯한 신라 6부의 대표 7명이 논의를 통해 진이마촌의 절거리라는 개인의 재산 취득을 인정하며, 절거리가 죽은 뒤에는 아우(혹은 아우의 아들)에게 재산을 상속하고 다른 관련자가 상속에 대해 이의를 제기하지 못하게 한 내용으로 되어 있다. 이러한 내용은 다른 사서에서 보기 드문 신라 시대 재산 분쟁에 관한 내용이라는 데에 의의가 있다.

## 본문
여러 판독안이 제시되었지만 초창기 판독안에서 크게 변화한 부분은 없다.
| 斯羅喙斯夫智王·乃智王 此二王敎 用珎而」麻村節居利爲證尒令其得財敎耳」 |
| 사라斯羅의 훼(부) 사부지왕斯夫智王과 내지왕乃智王, 이 두 왕이 교시하여, “진이마촌珎而麻村의 절거리節居利로써 증거를 삼아 그로 하여 금 재물을 얻도록 하라” 했다. |
| 癸未年九月廿五日 沙喙至都盧葛文」王·斯德智阿干支·子宿智居伐干支·」喙尒夫智壹干支·只心智居 伐干支·」本彼頭腹智干支·斯彼暮斯智干」支 此七王等共論敎 用前世二王敎」爲證尒取財物盡令節 居利」得之敎耳 |
| 계미년 9월 25일, 사훼(부) 지도로갈문왕至都盧葛文王, 사덕지斯德智 아간지阿干支, 자숙지子宿智 거벌간지居伐干支와 훼(부) 이부지尒夫智 일간지壹干支, 지심지只心智 거벌간지와 본피(부) 두복지頭腹智 간지와 사피斯彼(부) 모사지暮斯智 간지, 이 일곱왕 등이 공론해 교시하기를, “전대 2왕의 교시로 증거를 삼아서 재물을 취해 모두 절거리로 하여금 그것을 얻도록 하라” 했다. |
| 別敎節居利若先」死後令其弟兒斯奴得此財」敎別敎末鄒·斯申支」 此二人後莫更噵此財』若更噵者敎其重罪耳」 |
| 따로 교시하니, "절거리가 만약 먼저 죽는다면 그 집 아이 사노斯奴가 그 재물을 갖게 하라"했다. 다른 교시에서는 "말추末鄒와 사신지斯申支, 이 두 사람은 뒤에 다시는 이 재물에 대해 논하지 말라. 만일 이를 다시 논하면 중죄를 얻으리라"했다. |
| 典事人沙喙壹夫」智奈麻·到盧弗須仇」休·喙躭須道使心訾公」·喙沙夫那斯利·沙喙」蘓那支 此七 人䠆跼所白了」事 煞牛拔誥故記』 |
| 사전인典事人은 사훼(부) 일부지壹夫智 나마奈麻, 도로불到盧弗, 수구휴須仇休와 훼(부) 탐수耽須 도사道使 심자공心訾公, 탁 사부沙夫와 나사리那斯利, 사훼 소나지蘓那支로, 이 일곱 사람이 무릎을 꿇고 몸을 굽혀 (하늘을 향해) 아뢰는 바로 일을 마치고, 소를 잡아 고계誥戒를 알리었으니, 이에 기록한다.                                                                     |
| 村主臾支干」支·須支壹」今智 此二人世中」了事」故記』 |
| 촌주村主 유지臾支 간지와 수지須支 일금지壹今智, 이 두 사람이 그 해에 일을 마쳤으므로 이에 기록한다. |

## 같이 보기
- 포항시
- 신라
- 갈문왕
- 중원 고구려비
- 포항 중성리 신라비
- 울진 봉평리 신라비